# Tanjung Raman (Arga Makmur)
Tanjung Raman is een bestuurslaag in het regentschap Bengkulu Utara van de provincie Bengkulu, Indonesië. Tanjung Raman telt 988 inwoners (volkstelling 2010).